# أرزية سيبيرية
الأرزية السيبيرية نوع شجري يتبع جنس الأرزية من الفصيلة الصنوبرية.

## البيئة والانتشار
موطنه غرب سيبيريا.